# West Suffolk (district)
Pour les articles homonymes, voir West Suffolk.
West Suffolk est un district non métropolitain du Suffolk, en Angleterre.

## Histoire
Le district de West Suffolk est créé le 1er avril 2019 par la fusion du district de Forest Heath et du borough de St Edmundsbury. Les deux conseils de district partageaient déjà leurs ressources depuis 2011.

## Localités
Le district comprend les paroisses civiles suivantes :
- Ampton
- Bardwell
- Barnardiston
- Barnham
- Barningham
- Barrow
- Barton Mills
- Beck Row, Holywell Row and Kenny Hill
- Bradfield Combust with Stanningfield
- Bradfield St Clare
- Bradfield St George
- Brandon
- Brockley
- Bury St Edmunds
- Cavendish
- Cavenham
- Chedburgh
- Chevington
- Clare
- Coney Weston
- Cowlinge
- Culford
- Dalham
- Denham
- Denston
- Depden
- Elveden
- Eriswell
- Euston
- Exning
- Fakenham Magna
- Flempton
- Fornham All Saints
- Fornham St Genevieve
- Fornham St Martin
- Freckenham
- Gazeley
- Great Barton
- Great Bradley
- Great Livermere
- Great Thurlow
- Great Whelnetham
- Great Wratting
- Hargrave
- Haverhill
- Hawkedon
- Hawstead
- Hengrave
- Hepworth
- Herringswell
- Higham
- Honington
- Hopton
- Horringer
- Hundon
- Icklingham
- Ickworth
- Ingham
- Ixworth
- Ixworth Thorpe
- Kedington
- Kentford
- Knettishall
- Lackford
- Lakenheath
- Lidgate
- Little Bradley
- Little Livermere
- Little Thurlow
- Little Whelnetham
- Little Wratting
- Market Weston
- Mildenhall
- Moulton
- Newmarket
- Nowton
- Ousden
- Pakenham
- Poslingford
- Rede
- Red Lodge
- Risby
- Rushbrooke with Rougham
- Santon Downham
- Sapiston
- Stansfield
- Stanton
- Stoke-by-Clare
- Stradishall
- The Saxhams
- Thelnetham
- Timworth
- Troston
- Tuddenham
- Wangford
- West Stow
- Westley
- Whepstead
- Wickhambrook
- Withersfield
- Wixoe
- Wordwell
- Worlington